# La Grande Odyssée
La Grande Odyssée, más formalmente, La Grande Odyssée Savoie Mont Blanc (en francés: La Gran Odisea Saboya-Mont Blanc) es una carrera internacional de perros de trineo que cubre 900 kilómetros entre los Alpes francosuizos.
Su primera edición tuvo lugar en enero de 2005. Para 2012, los premios en metálico fueron de 100 000 dólares estadounidenses en su conjunto. La competición ha tenido lugar cada año por los últimos 20 años, incluyendo las ediciones durante la Pandemia de COVID-19 en Francia. La única edición con contratiempos suficientes para su cancelación fue la de 2007, que debió cancelarse debido al estado de la nieve una vez comenzada la edición.

## La competición
La Grande Odyssée Savoie-Mont Blanc está ideada para mushers con un equipo de 14 perros que compiten en larga y media distancia. Desde Saboya hasta el Mont Blanc, comenzando en Francia y terminando en Suiza, los mushers de una docena de países compiten durante dos semanas en las que cubren más de 800 km con un cambio de altitud de hasta 25 000 m. El trazado les hace pasar por 24 estaciones de esquí (20 francesas y 4 suizas) en un recorrido dividido en 10 etapas.

## Ganadores
Para la edición de 2023, el premio en metálico de La Grande Odyssée fue de más de 25 000 euros (10 000 el primer puesto, 5000 el segundo y 2500 el tercero, así como premios de pruebas menores). El francés Rémy Coste ganó el primer puesto de las seis ediciones comprendidas entre 2018 y 2023.
| Año  | 1.er musher                                        | Tiempo (h:min:s)                                   | 2.º musher                                         | 3.er musher                                        |
| ---- | -------------------------------------------------- | -------------------------------------------------- | -------------------------------------------------- | -------------------------------------------------- |
| 2005 | Jessie Royer                                       | 35:59:14                                           | Jacques Philip                                     | Grant Beck                                         |
| 2006 | Jacques Philip                                     | 40:55:59                                           | Ken Anderson                                       | Timothy Hunt                                       |
| 2007 | Carrera suspendida por las condiciones de la nieve | Carrera suspendida por las condiciones de la nieve | Carrera suspendida por las condiciones de la nieve | Carrera suspendida por las condiciones de la nieve |
| 2008 | Petter Karlsson                                    | 36:03:51                                           | Emil Inauen                                        | Ketil Reitan                                       |
| 2009 | Radek Havrda                                       | 40:12:17                                           | Robert Sørlie                                      | Sigrid Ekran                                       |
| 2010 | Emil Inauen                                        | 40:17:48                                           | Radek Havrda                                       | Jiri Vondrak                                       |
| 2011 | Miloš Gonda                                        | 27:49:32                                           | Martin Bily                                        | Jean-Philippe Pontier                              |
| 2012 | Radek Havrda                                       | 39:24:12                                           | Miloš Gonda                                        | Jean-Philippe Pontier                              |
| 2013 | Jiri Vondrak                                       | 42:22:39                                           |                                                    |                                                    |
| 2014 | Jean-Philippe Pontier                              | 40:32:01                                           |                                                    |                                                    |
| 2015 | Radek Havrda                                       | 22:42:17                                           |                                                    |                                                    |
| 2016 | Rémy Coste                                         | 24:15:13                                           |                                                    |                                                    |
| 2017 | Jiri Vondrak                                       | 20:34:10                                           |                                                    |                                                    |
| 2018 | Rémy Coste                                         | 28:58:19                                           |                                                    |                                                    |
| 2019 | Rémy Coste                                         | 16:42:01                                           | Iker Ozkoidi                                       |                                                    |
| 2020 | Rémy Coste                                         | 16:10:45                                           |                                                    |                                                    |
| 2021 | Rémy Coste                                         | 14:18:54                                           |                                                    |                                                    |
| 2022 | Rémy Coste                                         | 14:59:27                                           |                                                    |                                                    |
| 2023 | Rémy Coste                                         | 09:15:08                                           |                                                    |                                                    |
| 2024 | Hans Lindahl                                       | 09:15:08                                           |                                                    |                                                    |
| 2025 | Iker Ozkoidi                                       | 13:46:22                                           | Elsa Borgey                                        | Cindy Duport                                       |